# Hassan Bouizgar
Hassan Bouizgar (arab. حسن بويزكار, ur. 15 lipca 1981) – marokański piłkarz, grający jako środkowy obrońca.

## Klub

### Początki
Zaczynał karierę w Olympique Khouribga. Z tego klubu był wypożyczony na rok do Al-Ta'ee. 1 lipca 2009 roku został zawodnikiem FAR Rabat. Zagrał tam 33 mecze i strzelił 2 gole.

### Moghreb Tétouan
1 września 2011 roku przeszedł do Moghrebu Tétouan. W tym zespole zadebiutował 15 października 2011 roku w meczu przeciwko JS Massira (wygrana 1:0). Na boisku pojawił się w 88. minucie, zszedł Youssef Bouchtta. Pierwszego gola strzelił 18 grudnia 2011 roku w meczu przeciwko Raja Casablanca (porażka 1:2). Do siatki trafił w 49. minucie i ustalił wynik spotkania. Pierwszą asystę zaliczył 9 marca 2013 roku w meczu przeciwko KAC Kénitra (2:0). Asystował przy bramce El Mehdiego El Bassila w 70. minucie. Łącznie zagrał 43 mecze, miał dwa gole i dwie asysty. Dwukrotnie (2011/2012 i 2013/2014) zdobył mistrzostwo Maroka.

### Chabab Rif Al Hoceima
14 stycznia 2014 roku przeszedł do Chabab Rif Al Hoceima. W tym zespole zadebiutował 16 lutego 2014 roku w meczu przeciwko Olympic Safi (wygrana 1:2). Zagrał cały mecz. Łącznie zagrał 7 spotkań.

### Olympic Safi
1 lipca 2014 roku przeszedł do Olympic Safi. Nie zagrał tam żadnego spotkania.

### Ittihad Khémisset
9 września 2014 roku podpisał kontrakt z Ittihadem Khémisset. W tym zespole zadebiutował 22 listopada 2014 roku w meczu przeciwko Chabab Rif Al Hoceima (2:2). Wszedł na boisko w końcowych minutach, zastąpił Jamala Bammada. Łącznie zagrał 7 meczów.

### Dalsza kariera
1 września 2015 roku powrócił do Chababu Mrirt. Potem zakończył karierę.